# Bosquerola de front verdós
La bosquerola de front verdós (Setophaga pityophila) és un ocell de la família dels parúlids (Parulidae).

## Hàbitat i distribució
Habita zones amb pins a Cuba i nord de les Bahames.